# Campo Pio XI
Campo Pio XI je nogometni stadion u Rimu. Stadion je domaćin svih nogometnih aktivnosti Vatikana, uključujući prvenstvo Vatikana, Clericus kup i nogometne utakmice Vatikana. Također je dom Petriana Calcia, amaterskog omladinskog višešportskog kluba.

## Pregled
Višešportski kompleks Pio XI nalazi se na parceli od 18 hektara u Rimu, samo oko 400 metara od Vatikana. Ima kapacitet od 500 gledatelja i opremljen je umjetnom travom i reflektorima. Teren je poznat po tome što ima jasan pogled na Baziliku svetog Petra.

## Povijest
Stadion Campo Pio XI dio je jednog od nekoliko športskih kompleksa koje su izgradili, financirali i održavali talijanski Kolumbovi vitezovi. Bratska organizacija započela je s izgradnjom besplatnih rekreacijskih objekata za rimokatoličku mladež 1920. godine nakon što je papa Benedikt XV. zatražio od Reda da to učini. Polje je posvetio i blagoslovio kardinal Pietro Gasparri, vatikanski državni tajnik, u svibnju 1926. godine.
Klub Serie A AS Roma je domaćin omladinskih turnira na ovom stadionu.
Dana 10. lipnja 2018., tijekom Dana vatikanske obitelji, stadion je bio domaćin prve vatikanske ženske nogometne utakmice nakon vatikanskog Superkupa te godine. Ubrzo nakon toga postao je dom novonastale ženske nogometne reprezentacije Vatikana.

## Međunarodne utakmice
Nakon što su odigrali prve tri međunarodne utakmice na stadionu Pio XII, stadion je 10. svibnja 2014. prvi put ugostio nogometnu reprezentaciju Vatikana.